# Aristea abyssinica
Aristea abyssinica är en irisväxtart som beskrevs av Ferdinand Albin Pax. Aristea abyssinica ingår i släktet Aristea och familjen irisväxter. Inga underarter finns listade i Catalogue of Life.